# Скоропись-Иолтуховский, Александр Филаретович
Алекса́ндр Филаре́тович Скоро́пись-Иолтухо́вский (псевдоним — Вишневский) (1880—1946) — украинский общественный и политический деятель, публицист, историк, видный деятель украинской эмиграции.

## Биография

### Участие в социал-демократическом движении
В 1902—1905 был членом Революционной украинской партии и одновременно студенческой громады в Киеве. В 1903 г. эмигрировал из России, жил во Львове. Проживая в Галиции, занимался организацией печати и транспортировки украинской литературы в Россию, активно участвовал в работе Заграничного комитета РУП.
В отличие от других представителей партии, Скоропись, как и ряд его единомышленников, изначально выступал против политической автономии Украины, в результате чего в партии в январе 1905 г. произошёл раскол. После этого Скоропись стал одним из основателей украинской социал-демократической «Спилки», вошедшей впоследствии в состав РСДРП на федеративных основаниях. Свои взгляды Скоропись изложил в работе «Украина на переломе» (1905).
В 1907 г. вернулся в Россию, участвовал в несанкционированных выборах во Вторую Государственную Думу, был арестован и выслан в Сибирь, откуда в январе 1910 г. бежал в Австро-Венгрию (сначала в Краков, а оттуда во Львов). В это же время Скоропись посещал Академии художеств и Кракове и Мюнхене, совершая путешествия по Германии, Италии, Франции и Англии. В 1914 г., по разным данным, переехал в Лозанну или Лондон.

### Переход в стан национал-либералов
Вновь оказавшись в эмиграции, Скоропись за короткое время пересмотрел свои взгляды в сторону радикализации и перешёл на сторону сторонников самостоятельности Украины (самостийников). Изменение политической позиции отразилось в его брошюре «Значение независимости Украины для европейского равновесия» (1913).
В годы Первой мировой войны — один из организаторов и руководителей националистической организации «Союз освобождения Украины» (СВУ). С 1915 г. был полномочным представителем СВУ в Берлине, вёл пропаганду среди украинцев-военнопленных, находившихся в германских лагерях, занимался в качестве члена президиума Союза организационной работой.

### Возвращение на Украину
В январе 1918 г. вернулся на Украину и был назначен уполномоченным Центральной рады по созданию войсковых частей из военнопленных-украинцев, находившихся на территории Центральных держав. В этой должности много сделал для организации дивизий сине- и серожупанников.
С 1 марта 1918 г. — губернский комиссар УНР в Холмской губернии. Сохранил должность и при администрации Скоропадского, когда в его юрисдикцию вошло также Подляшье. После поражения Германии и провозглашения гетманом федерации с Россией в середине ноября 1918 г. Скоропись сложил с себя полномочия и был арестован польскими властями в Бресте.

### Третья эмиграция
Освободившись из заключения в начале 1920 г., Скоропись через Австрию переехал в Берлин, где стал одним из основателей Украинского союза хлеборобов-державников. Активно участвовал в общественной и политической жизни украинцев в Германии, оставаясь в рамках гетманского течения. Для поддержки гетманцев Скоропись совместно со Степаном Томашевским и самим Скоропадским основал издательское общество «Ратай».
В 1921 г. основал в Берлине отдел Украинского Красного креста и стал членом его управы. Входил во Всеукраинский национальный государственный союз. Оставаясь близким соратником Скоропадского, Скоропись выступал против Петлюры и деятельности правительства УНР в изгнании.
С 1926 г. — заместитель куратора Украинского научного института генерала Грёнера.
В 1945 г. арестован советскими спецслужбами, хотя был гражданином Германии. Умер в заключении в Мордовии (СССР).

## Публикации
- Проповідь: оповіданє. Львів: накладом Дмитра Катамая, 1911.
- Значіннє самостійної України для европейської рівноваги. Відень: накладом СВУ, 1916.
- Die selbständige Ukraine. Esslingen: Wilh. Langguth, 1916.

Украинская версия:
- Самостійна Україна. Вецляр: вид. СВУ, 1917.
- Что же такое Союз Освобождения Украины? [Стокгольм], [1917].
- Мої злочини // Xліборобська Україна. Відень, 1921—1922. № 1, 3-4.
- Пам’яти В. Липинського // В. Липинський як ідеолог і політик. Ужгород: Уніо, 1931. С. 45-65.